# Felicia Kentridge
Felicia Nahoma Kentridge (* 7. August 1930 in Johannesburg; † 7. Juni 2015; geboren als Felicia Nahoma Geffen) war eine südafrikanisch-britische Rechtsanwältin. Sie war gegen die Apartheid eingestellt und gehörte zu den Gründern des Legal Resources Centre.

## Leben
Felicia Geffens Mutter war die erste Anwältin Südafrikas, die bei Gericht zugelassen war. Felicia Geffen studierte Rechtswissenschaften an der University of Cape Town und der University of the Witwatersrand, wo sie 1953 einen Bachelor of Law erwarb. 1952 hatte sie den Rechtsanwalt Sydney Kentridge geheiratet.
In den frühen 1970er Jahren unternahm sie Reisen in die Vereinigten Staaten, um sich Rechtsberatungszentren für benachteiligte Bevölkerungsgruppen anzusehen. 1973 gründete sie eine legal clinic (etwa: „Rechtshilfestelle“). 1979 gründete sie mit dem Rechtsanwalt Arthur Chaskalson das gemeinnützige Legal Resources Centre (LRC), das sich für die Wahrung der Menschenrechte, vor allem für eine gerechte Behandlung von Schwarzen vor Gericht, einsetzte. Felicia Kentridge erhielt dafür die Unterstützung der US-amerikanischen Stiftungen Carnegie Endowment for International Peace, Ford Foundation und Rockefeller Foundation. Sie war für die Verwaltung des LRC zuständig und war an mehreren Rechtsstreitigkeiten mit dem südafrikanische Staat gegen dessen Apartheidgesetze beteiligt. So gelang es unter anderem im „Fall Komani“, das diskriminierende System der Passgesetze anzugreifen.
1981 zogen Felicia und Sydney Kentridge nach London. Von dort reiste sie regelmäßig nach Südafrika, um das LRC zu betreuen. Auch nach dem Ende der Apartheid hielt sie ihr Engagement aufrecht. So war sie Vorsitzende des Legal Resources Trust in London. Zuletzt wandte sie sich der Malerei zu.
Die Ehe mit Sydney Kentridge dauerte bis zu Felicias Kentridges Tod im Jahr 2015. Sie starb an den Folgen einer progressiven supranukleären Blickparese. Vier Kinder stammen aus der Ehe; der Sohn William Kentridge lebt als bildender Künstler und Filmemacher in Südafrika. Ihre Tochter Eliza Kentridge wurde auch als Dichterin bekannt.

## Auszeichnungen
- Das General Council of the Bar of South Africa verleiht jährlich den Sydney and Felicia Kentridge Award für herausragende Leistungen im Public interest law (etwa: „Gemeinnützigkeit im Rechtswesen“).